# Bulgarien-Rundfahrt 1966
Das Etappenrennen Bulgarien-Rundfahrt 1966 (bulgarisch Обиколка на България) führte vom 21. September bis zum 2. Oktober über zwölf Etappen. Es war die 16. Austragung der Rundfahrt durch Bulgarien. Gesamtsieger wurde Iwan Bobekow.

## Teilnehmer
Am Start standen Radrennfahrer in acht Nationalteams mit je fünf Fahrern sowie einige Vereinsmannschaften aus dem Gastgeberland. Neben der bulgarischen Nationalmannschaft waren die DDR, die Sowjetunion, Polen, Italien, die Tschechoslowakei, Ungarn und Norwegen mit Nationalmannschaften vertreten. Die DDR startete mit Klaus Ampler, Manfred Dähne, Dieter Voigtländer, Rainer Marks und Dieter Eichholz.

## Rennen
Veranstalter war der bulgarische Radsportverband. Die Gesamtdistanz betrug 1.336 Kilometer, wobei es keinen Ruhetag gab. Neben der Einzelwertung gab es eine Mannschaftswertung und ein Klassement für die besten Bergfahrer.

## Etappen
Die Rundfahrt führte über insgesamt zwölf Etappen mit einem Einzelzeitfahren und einem Mannschaftszeitfahren.
1. Etappe Kriterium in Sofia, 70 Kilometer: Sieger Luigi De Grandis, Italien
2. Etappe Sofia–Samokow, Mannschaftszeitfahren, 51 Kilometer: Sieger Italien
3. Etappe Samokow–Plowdiw, 122 Kilometer: Sieger Manfred Dähne, DDR
Dähne übernahm die Führung in der Gesamtweinzelwertung.
4. Etappe Plowdiw–Kardschali, 162 Kilometer: Sieger Klaus Ampler, DDR
Ampler wurde neuer Spitzenreiter.
5. Etappe Kardschali–Stara Sagora, 155 Kilometer: Sieger Dimitar Kotew, Bulgarien
Die bulgarische Nationalmannschaft startete eine Attacke und kam mit vier Fahrern in einer siebenköpfigen Spitzengruppe ins Ziel, die sieben Minuten Vorsprung hatte. DDR-Fahrer waren in der Gruppe nicht vertreten. Neuer Spitzenreiter wurde Atanas Petkow.
6. Etappe Stara Sagora–Burgas, 180 Kilometer: Sieger Luigi Qualiotto, Italien
7. Etappe Burgas, Einzelzeitfahren 30 Kilometer: Sieger Jan Smolik, Tschechoslowakei
8. Etappe Burgas–Tolbuchin, 145 Kilometer: Sieger Angel Kirilow, Bulgarien
9. Etappe Tolbuchin–Russe, 220 Kilometer Sieger: Klaus Ampler, DDR
10. Etappe Russe–Grabowo, 180 Kilometer Sieger: Felice Marchesi, Italien
11. Etappe Grabowo–Wraza, 184 Kilometer Sieger: Rainer Marks, DDR
12. Etappe Wraza–Sofia, 145 Kilometer Sieger: Atanas Nikolow, Bulgarien

## Gesamtwertungen

### Einzel (Gelbes Trikot)
Im Endklassement siegte Iwan Bobekow aus Bulgarien. Er gewann die Rundfahrt, ohne selbst einen Etappensieg erzielt zu haben.
| Platz | Name             | Mannschaft  | Zeit       |
| ----- | ---------------- | ----------- | ---------- |
| 1.    | Iwan Bobekow     | Bulgarien   | 44:10:18 h |
| 2.    | Klaus Ampler     | DDR         | + 1:12 min |
| 3.    | Angel Kirilow    | Bulgarien   | + 1:37 min |
| 4.    | Luigi Qualiotto  | Italien     | + 2:28 min |
| 5.    | Ants Väravas     | Sowjetunion | + 8:28 min |
| 6.    | Wladimir Sokolow | Sowjetunion | + 8:47 min |

### Mannschaftswertung
Die Mannschaftswertung gewann das Nationalteam aus Bulgarien vor der Sowjetunion und der DDR.

### Bergwertung
Sieger dieser Sonderwertung wurde Dimitar Kotew aus Bulgarien.